# NGC 2022
NGC 2022是位於赤道星座獵戶座的行星狀星雲，距離太陽有8.21千光年。1785年12月28日，威廉·赫歇爾首次觀測到它。他將其描述為：相當明亮，近乎圓形，像一顆直徑較大的恒星，像一顆定義不清的行星狀星雲。在中等大小的業餘望遠鏡中，它看起來像一小片灰色的光。它不是很亮，但仍然很容易透過目鏡看到它。 即使是在一個小至0毫米的望遠鏡中，它也只能用窄帶濾光鏡，例如OIII濾光鏡，將其視為"模糊"的恒星來觀察。該天體的形狀為長橢球，長軸與短軸之比為1.2，一個表觀大小為28″，光環延伸到40″，這大約是從地球上看到的木星的角直徑。
這是一個雙殼行星狀星雲，有一個被風壓縮的內殼和一個更模糊的第二個殼。內殼的線性半徑估計為0.326 ± 0.039 ly，並以28±2 km/s的速度膨脹。第二個外殼幾乎是圓形的，膨脹速度比內部的慢。行星狀星雲中電離元素的質量為0.19 太陽質量，也就是太陽質量的19%。一個微弱的外暈是由中心恒星在漸近巨星支階段噴出的物質殘留物組成。
NGC 2022星雲距離銀河平面11°，該位置表明它是由一顆低質量恒星形成的。儘管碳含量高出約50%，硫含量低兩倍，元素豐度與太陽中的相似。該星雲中心恒星的視星等為15.92，溫度為124,000K，因此能從一個僅占太陽半徑6.55%的光球輻射出852倍的太陽光度 。

## 圖集

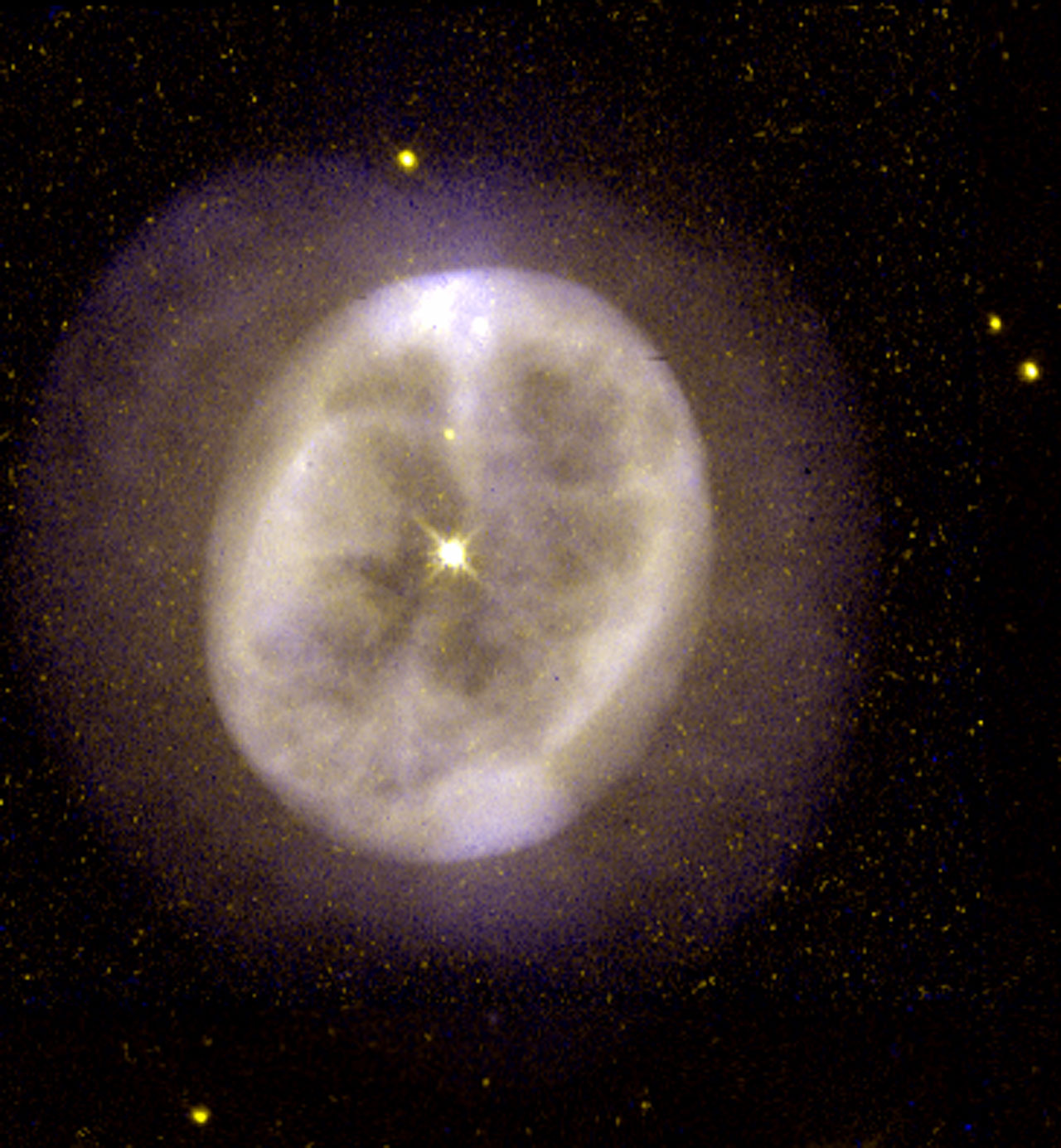
哈伯太空望遠鏡拍攝NGC 2022。影像版權：HST/NASA/ESA.
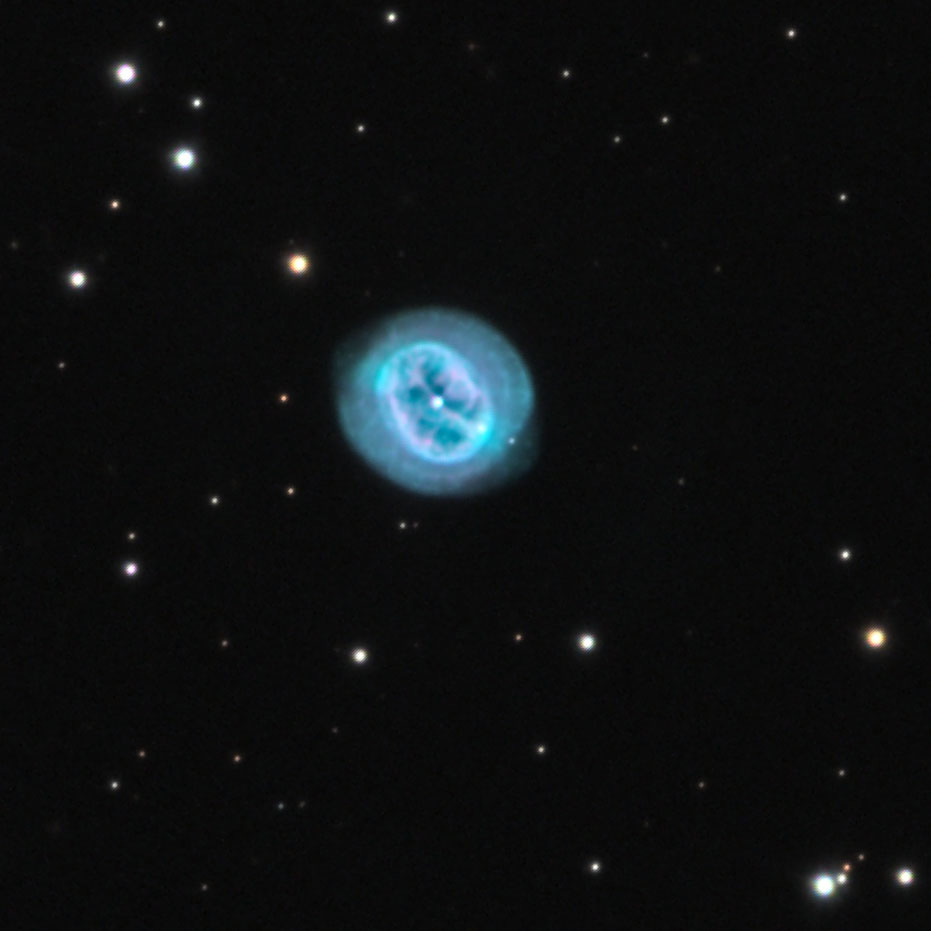
萊蒙山天文台口徑0.8公尺Schulman望遠鏡拍攝NGC 2022。影像由Adam Block提供。

## 外部連結
- 维基共享资源上的相關多媒體資源：NGC 2022

| 天文學目錄  | 天文學目錄                                           | 天文學目錄 |
| ----------- | ---------------------------------------------------- | ---------- |
| NGC天體表： | NGC 2020 - NGC 2021 - NGC 2022 - NGC 2023 - NGC 2024 |            |